# Big Brain Academy
Big Brain Academy (やわらかあたま塾 Yawaraka Atamajuku?) es un videojuego de lógica creado y publicado por Nintendo para la consola portátil Nintendo DS. Se lanzó originalmente en Japón el 30 de junio de 2005, posteriormente en Norteamérica el 5 de junio de 2006, en Australia el 5 de julio del mismo año, y dos días más tarde (7 de julio) en Europa. Ha sido comparado con Brain Training.
El juego tiene una continuación titulada Big Brain Academy: Wii Degree, la cual fue lanzada en abril de 2007 para Wii. A su vez una nueva secuela titulada Big Brain Academy: Batalla de Ingenios fue lanzada en diciembre de 2021 para Nintendo Switch.

## Jugabilidad
En Big Brain Academy el peso del cerebro es medido mediante una serie de pruebas. Cuanto más pese el cerebro, más inteligente es o mejor es el tiempo de reacción. No hay un mecanismo de juego, puesto que es un conjunto de puzles sin que ninguno tenga mayor prioridad sobre los otros. Hay tres modos de juego: Prueba, Práctica y Competición (multijugador con WiFi).
Prueba: Aquí es donde se pone a prueba la habilidad del jugador en diferentes etapas del juego, y en este modo de juego es donde se muestra el peso cerebral dependiendo de las condiciones que el juego va poniendo.
Práctica: Para pasar el tiempo, o practicar en aquellas pruebas en las que uno tiene dificultades. En este modo no se evalúa nada, pero las actividades tienen una duración de solo 60 segundos.
Competición: Se puede competir hasta con 7 jugadores más. Se compite por ver quién es evaluado con la mejor capacidad cerebral de todos.

## Etapas
El juego cuenta con diferentes etapas a lo largo de los modos de juego. Dependiendo de qué etapa se elija, será el tipo de pruebas y preguntas con las que se enfrentará.
Think (Lógica): Las preguntas de esta etapa se basan en preguntas basadas en la lógica. 
Memorize (Memoria): En esta etapa se presentan una serie de imágenes por un breve período. Después el jugador tendrá que identificarlas todas en el mismo orden que aparecieron en la pantalla.
Analyse (Análisis): En este modo de juego el jugador se le presenta un patrón de imágenes en la pantalla superior del DS. Con el Stylus tendrá que hacerse paso a través de una serie de imágenes en la parte inferior del DS, siguiendo el patrón antes mencionado hasta llegar al final.
Compute (Cálculo): Esta etapa se basa en la comparación de dos imágenes en las que se muestran algunas monedas de diferentes valores. EL jugador tendrá que escoger, cuál de las dos imágenes tienen una mayor cantidad de valor monetario, sumando los valores de las monedas, en ambas imágenes.
Identify (Asociación): En la pantalla se van mostrando una serie de imágenes, el jugador tendrá que encontrar entre todas ellas, dos imágenes que son idénticas. Mientras el juego progresa, tendrá que encontrar más de una pareja de imágenes.